# The Legend of Zelda (jogo eletrônico)
The Legend of Zelda, conhecido no Japão como The Legend of Zelda: The Hyrule Fantasy (ゼルダの伝説 THE HYRULE FANTASY, Zeruda no Densetsu Za Hairaru Fantajī), lançado oficialmente no Brasil como A Lenda de Zelda, é um jogo eletrônico criado por Shigeru Miyamoto em 1986 para o Nintendo Entertainment System. Situado na terra da fantasia de Hyrule, os centros da trama, um garoto chamado Link, o protagonista jogável, que visa a resgatar a Princesa Zelda do antagonista primário, Ganon, recolhendo os oito fragmentos da Triforce da Sabedoria, um poderoso artefato.
O primeiro jogo da série The Legend of Zelda , foi originalmente lançado no Japão como um jogo de lançamento para o Family Computer Disk System em fevereiro de 1986. Mais de um ano depois, a América do Norte e a Europa receberam lançamentos no Nintendo Entertainment System em formato de cartucho, sendo o primeiro jogo de console a incluir uma bateria interna para salvar dados. O jogo foi portado para o GameCube e Game Boy Advance, e está disponível através do Virtual Console no Wii, Nintendo 3DS e Wii U. Também está entre os 30 jogos incluídos no NES Classic Edition, e está disponível no Nintendo Switch através da assinatura do Nintendo Switch Online.
The Legend of Zelda foi um sucesso de crítica e comercial para a Nintendo. O jogo vendeu mais de 6,5 milhões de cópias e introduziu uma grande franquia de sucesso que tem sido regularmente destaque em listas dos maiores jogos de todos os tempos. Uma sequência, Zelda II: The Adventure of Link, foi lançada pela primeira vez no Japão para o Famicom Disk System menos de um ano após seu antecessor, e inúmeros sucessores adicionais e spin-offs foram lançados posteriomente desde sua estreia.

## Jogabilidade
O game incorpora elementos de jogos de RPG, ação e aventura. O jogador controla Link numa perspectiva aérea enquanto ele viaja num grande mapa ao ar livre com ambientes variados. Link começa o jogo armado apenas com um pequeno escudo, mas uma espada torna-se disponível para Link após ele se aventurar em uma caverna, que é acessível a partir da primeira tela de mapa do jogo. Durante todo o jogo, comerciantes, moradores e outros guiam Link com pistas enigmáticas. Estas pessoas estão espalhadas por todo o mundo e escondidas em cavernas, moitas de arbustos, ou atrás de paredes ou cachoeiras.
Quem atrapalha o progresso do Link são as criaturas com as quais ele deve lutar para localizar as entradas das nove masmorras subterrâneas. cada calabouço é um  tipo labirinto de quartos conectados por portas e passagens secretas, guardadas por monstros diferentes daqueles encontrados na superfície. as dungeons também ocultam ferramentas úteis que Link pode adicionar ao seu arsenal, como um bumerangue para recuperar itens distantes e abater inimigos e um gravador com propriedades mágicas. Link deve navegar com sucesso através de cada uma das oito primeiras masmorras para obter todos os oito pedaços da Triforce da sabedoria. Uma vez que ele completou o artefato, ele pode entrar no nono calabouço para salvar a princesa Zelda. exceto a ultima masmora, cabe ao jogador decidir qual a ordem para completar as oito iniciais, embora constantemente aumentam em dificuldade, e alguns deles só podem ser alcançado ou concluídos ao usar itens ganhos na masmorra anterior. Link pode encontrar e comprar itens em qualquer ponto. Essa flexibilidade permite formas incomuns de jogar o game. Por exemplo, é possível alcançar o chefe final do jogo, sem nunca receber a espada.
Depois de completar o jogo, o jogador tem acesso a uma missão mais difícil, oficialmente conhecido como a "Second Quest", onde as masmorras e o posicionamento dos itens são diferentes, e os inimigos são mais fortes.  a "Second Quest" pode ser repetido cada vez que o jogo é concluído e também pode ser acessado a qualquer momento, iniciando um novo arquivo com o nome de "ZELDA".

## Enredo
O enredo de The Legend of Zelda é descrito no manual de instruções e no prólogo curto após a tela de título. Um pequeno reino na terra de Hyrule, está envolvido em caos após um exército liderado por Ganon, o príncipe das trevas que invadiu e roubou a Triforce do poder, Um artefato mágico, conferindo grande força a quem o possuir. em uma tentativa de impedir o Ganon de adquirir a Triforce da sabedoria, outra das peças, a Princesa Zelda divide e esconde os oito fragmentos nas masmorras secretas em toda a terra. antes da princesa ser raptada por Ganon, ela envia sua Guardiã Impa para encontrar alguém corajoso o suficiente para salvar o Reino.
Enquanto vagueia pela terra, Impa é cercada pelos capangas de Ganon, é quando um jovem garoto chamado Link aparece e o resgata. depois de ouvir o apelo do Impa, ele resolve salvar Zelda e se prepara para remontar os fragmentos dispersos da Triforce da sabedoria e tornar-se poderoso o suficiente para derrotar Ganon.

## Recepção
The Legend Of Zelda foi um best-seller para Nintendo, vendendo mais de 6,5 milhões de cópias. foi o primeiro título do NES a vender mais de 1 milhão. foi relançado em 1992 como parte da série de clássicos da Nintendo e contou com um cartucho de cor cinza. O jogo ficou em primeiro lugar no "Top 30" do player poll, na primeira edição do Nintendo Power e continuou a dominar a lista no início de 1990. The Legend Of Zelda também foi eleito pelos leitores da Nintendo Power como o "Best Challenge" na Nintendo Power Awards. o game também é listado como o melhor jogo de vídeogame do NES já criado, afirmando que foi divertido, apesar de sua idade e ele mostrou-lhes novas maneiras de fazer as coisas do gênero, tais como masmorras escondidas e suas várias armas e equipamentos. a GamesRadar classificou-o terceiro melhor jogo de NES já feito. O pessoal elogiou seu "mix de gráficos atemporais, concepção de mundo aberto e complexidade".
Em 1988, a Computer Gaming World nomeou The Legend Of Zelda como o melhor game de aventura do ano da Nintendo, afirmando que Zelda tinha sido um sucesso "sensacional" na transição do RPG do computadores para os consoles. em 1990. The Legend Of Zelda foi revisto em 1992 pela Total!  onde ele recebeu uma classificação de 78% em grande parte devido às medíocres subtotais para música e gráficos. uma revisão de 1993 do jogo foi impresso em Dragon #198 por Sandy Petersen, na coluna "Eye Of The Monitor". Petersen deu ao jogo 4 de 5 estrelas.
The Legend Of Zelda é muitas vezes caracterizado nas listas de jogos considerados maiores ou mais influentes. É colocado em primeiro lugar na lista da Game Informer do "Top 100 jogos de todos os tempos" e "Top 200 jogos de todos os tempos" (em 2001 e 2009 respectivamente), em quinto lugar na 200º edição da Electronic Gaming Monthly listando "os 200 maiores Videogames de sempre", sétimo lugar na lista da Nintendo Power dos 200 melhores jogos da Nintendo, 77 na lista 100 maiores jogos da Nintendo da revista Official Nintendo Magazine  e 80 no "Top 99 jogos" dos leitores do IGN. The Legend Of Zelda foi introduzido no Hall da Fama do GameSpy, em agosto de 2000  e votado pelos editores do GameSpy como o décimo melhor jogo de todos os tempos.

## Relançamentos
The Legend of Zelda foi re-lançado em várias plataformas, desde suas versões originais nacionais e internacionais. O jogo foi re-lançado em formato de cartucho para o Famicom em 1994, a versão de cartucho tem a tela-título ligeiramente modificada da versão de cartão do disco do jogo, tal que é exibido o número '1' no final do título.
Em 2001, o jogo original foi re-lançado no jogo de GameCube, Animal Crossing. A única maneira de desbloquear o jogo era usando um Action Replay.
Um re-lançamento oficial foi incluído em The Legend of Zelda: Collector's Edition, lançado em 2003 para o GameCube. O jogo novamente foi re-lançado para o Game Boy Advance em 2004, juntamente com sua continuação, Zelda II: The Adventure of Link, como parte da coletânea Famicom Mini/Classic NES Series.
Todos os relançamentos do jogo são virtualmente idênticas ao original, embora as versões de GameCube, Game Boy Advance e Virtual Console foram ligeiramente alteradas para corrigir várias instâncias de ortografia incorreta do original, mais notavelmente na história de introdução.
Uma demo chamada "Classic Games"  foi mostrada para o Nintendo 3DS na E3 de 2010, exibindo mais de uma dúzia de jogos clássicos utilizando efeitos 3D, incluindo The Legend of Zelda . Foi anunciado por Reggie Fils-Aime, presidente da Nintendo da América, que os títulos eram slated para a liberação sobre o 3DS, incluindo The Legend of Zelda, ' Mega Man 2 e Super Mario World 2: Yoshi Island e possivelmente iria fazer uso de algumas das características do 3DS, como efeitos 3D, controle analógico, ou suporte de câmera.
Foi lançado em 1 de setembro de 2011 para os "usuários embaixadores" enquanto a versão completa foi lançada em 22 de dezembro de 2011 no Japão, 12 de abril de 2012 na Europa e 5 de julho de 2012 na América do Norte sobre o Nintendo eShop.